# Федута, Александр Иосифович
Алекса́ндр Ио́сифович Феду́та (бел. Аляксандр Фядута; 3 ноября 1964, Гродно) — советский и белорусский политический деятель, литературовед и политолог. Кандидат филологических наук, доктор гуманитарных наук (Польша) в специализации «литературоведение». Один из авторов «Большой российской энциклопедии».

## Биография
Окончил филологический факультет Гродненского государственного университета (1986), работал учителем русского языка и литературы (1986—1991). В 1990 году был избран секретарём ЦК ЛКСМ БССР, в декабре 1991 года — первым секретарём ЦК Союза молодёжи Беларуси, оставался в этой должности до 1994 года.
В 1994 году стал членом предвыборного штаба Александра Лукашенко. После победы последнего стал начальником управления общественно-политической информации Администрации президента Беларуси. В начале 1995 года был уволен и работал журналистом ряда российских и белорусских негосударственных газет («Белорусская деловая газета», «Московские новости», «Имя», «Народная воля»).
Кандидат филологических наук (1997 год, диссертация «Проблема читателя в творческом сознании А. С. Пушкина»). Работал над докторской диссертацией, тема «Проблема читателя в литературе пушкинской эпохи».
Один из основателей сайта экспертного сообщества Беларуси Наше мнение.
Выступает с публицистическими статьями во многих печатных и электронных СМИ Беларуси. Специализируется в жанре политического портрета. Автор книги «Лукашенко. Политическая биография», вышедшей в российском издательстве «Референдум» в 2005 году. Это первая политическая биография Александра Лукашенко, написанная членом его первого предвыборного штаба.
В 2006 году журналистка сайта «Белорусские новости» Елена Новожилова обнародовала факты использования её статей в американской газете «Новое русское слово» под именем Александра Федуты. В результате Федута извинился перед Новожиловой и редакцией «Белорусских новостей».
После выборов президента Беларуси в 2010 году Александр Федута, работавший в предвыборном штабе кандидата в президенты Владимира Некляева, был арестован 20 декабря в Минске сотрудниками КГБ Беларуси и заключён в следственный изолятор КГБ. Филологи России и других стран обратились к президенту и правительству РФ в защиту своего коллеги. Под другим обращением в защиту Федуты и других арестованных литераторов, деятелей искусства, журналистов, учёных, адресованным Парламентской ассамблее Совета Европы и другим межгосударственным структурам, подписались певец Юрий Шевчук, телеведущий Александр Архангельский, литературовед Николай Богомолов, поэты Михаил Айзенберг, Наталья Горбаневская и Тимур Кибиров и десятки других деятелей культуры и науки России, Литвы, Украины, Эстонии и других стран.
11 января 2011 года Международная амнистия признала Федуту узником совести. 8 апреля 2011 года освобожден под подписку о невыезде.
20 мая 2011 года Александр Федута был приговорён к двум годам лишения свободы условно с испытательным сроком в два года.
В июне 2015 года Александр Федута высказал своё отношение к скандалу вокруг установки и смены таблички на памятнике А. С. Пушкину в Могилёве. Литературовед осудил установку памятника, на постаменте которого была оскорбительная для белорусов, участвовавших в восстании 1831 года, цитата из пушкинского стихотворения «Клеветникам России», отметив, что чиновник, разрешивший установку памятника с таким текстом, должен уйти в отставку.

### Задержание в рамках дела о попытке переворота
13 апреля 2021 года появилась информация о задержании Александра Федуты. По информации Комитета государственной безопасности Александр задержан «по непосредственно возникшему подозрению в совершении преступления». Позже стало известно, что в рамках этой же статьи задержан лидер партии БНФ Григорий Костусёв. 17 апреля 2021 года в СМИ была опубликована информация ФСБ России, согласно которой Федута и адвокат Юрий Леонидович Зенкович (имевший двойное гражданство — Беларуси и США, сам Зенкович сообщал, что гражданства США у него нет) планировали организовать 9 мая 2021 года военный переворот в Минске и покушение на Александра Лукашенко. По сообщению ФСБ России, Федута и Зенкович создавали план военного переворота в республике «по отработанному сценарию „цветных революций“ с привлечением местных и украинских националистов, а также физическое устранение президента Александра Лукашенко»:
- для реализации этого плана Зенкович и Федута решили провести в Москве личную встречу с оппозиционно настроенными армейскими генералами Беларуси;
- после консультаций в США и Польше Зенкович и Федута прибыли в Москву, где по версии ФСБ встретились с «оппозиционно настроенными» белорусскими генералами в кабинете одного из ресторанов. Зенкович и Федута якобы заявили военным о планах «физического устранения практически всей верхушки руководства республики»[18].

По сообщению ФСБ России, план военного переворота, изложенный Федутой и Зенковичем, включал следующее:
- захват радио и телецентров для трансляции их обращения к народу;
- блокирование лояльных белорусской власти подразделений внутренних войск и ОМОНа в Минске;
- полное отключение энергосистемы Беларуси для затруднения действий силовых и правоохранительных структур.

Итогом переворота, по сообщению ФСБ России, должна была стать ликвидация поста президента Беларуси — власть в республике должен был принять «Комитет национального примирения». После «документирования» встречи Федута и Зенкович были задержаны российскими силовиками и переданы белорусским властям. В отношении Федуты и Зенковича стали расследовать дело по статье по статье 357 Уголовного кодекса Республики Беларусь («Заговор или иные действия, совершенные с целью захвата государственной власти»).
29 июля 2022 года Минский областной суд приступил к рассмотрению уголовного дела о заговоре с целью захвата государственной власти, фигурантами которого, кроме Федуты, являются ещё 4 человека. На первом заседании Александр Федута признал вину в заговоре с целью захвата власти неконституционным путём .
5 сентября 2022 года Минский областной суд приговорил Александра Федуту к 10 годам лишения свободы в колонии усиленного режима. В середине декабря 2022 года он был этапирован в Могилёвскую исправительную колонию №15.

## Труды

### Книги
- Федута А. И., Егоров И. В. Читатель в творческом сознании А. С. Пушкина. — Минск, 1999.
- Федута А. И. Лукашенко: политическая биография / Ред. Евг. Будинас. — М.: Референдум, 2005. — 704 с. — 10 000 экз. — ISBN 5-98097-007-X.
- Федута А. И. Письма прошедшего времени: Материалы к истории литературы и литературного быта Российской империи. — Минск: Лимариус, 2009. — 264 с. — 250 экз. — ISBN 978-985-6740-95-7.
- Федута А. И. Мой маленький Париж. — Минск: Лимариус, 2014. — 276 с. — 300 экз. — ISBN 9978-985-6968-42-9.
- Федута А. И. «Кто б ни был ты, о мой читатель...» Проблема читателя в литературе пушкинской эпохи. — Минск: Лимариус, 2015. — 400 с. — 300 экз. — ISBN 978-985-6968-51-1.
- Федута А. И. Следы на снегу. — Минск: Лимариус, 2018. — 328 с. — (Библиотека «Наш XIX век»). — 300 экз. — ISBN 978-985-6968-68-9.
- Федута А. И. Филомат в Империи: Документальная повесть о Франтишке Малевском. — Минск: Лимариус, 2019. — 464 с. — (Библиотека «Наш XIX век»). — 300 экз. — ISBN 978-985-6968-73-3.

### Составление и комментирование
- Булгарын Фадзей. Выбранае (бел.) / Фядута А. (укладанне, прадмова і камэнтар). — Мінск: Беларускі кнігазбор, 2003. — 592 с. — (Беларускі кнігазбор). — 2000 экз. — ISBN 985-6638-97-6.
- Карпюк Аляксей. Выбраныя творы (бел.) / Укладанне, прадмова, камэнтар А. Фядуты. — Мінск: Кнігазбор, 2007. — С. 89—90. — 600 с. — (Беларускі кнігазбор). — 1000 экз. — ISBN 978-985-6852-15-5.
- Вильна 1823—1824: Перекрестки памяти / Составитель Федута А. И. — Минск: Лимариус, 2008. — 244 с. — 400 экз. — ISBN 978-985-6740-82-7.
- Поляки в Петербурге в первой половине XIX века / Сост., предисл., подгот. текста воспоминаний О. А. Пржецлавского и коммент. А. И. Федуты; пер. воспоминаний С. Моравского, Т. Бобровского и А.-Г. Киркора с польск. Ю. В. Чайникова. — М.: Новое литературное обозрение, 2010. — 912 с. — (Россия в мемуарах). — 1000 экз. — ISBN 978-5-86793-816-1.
- Пшацлаўскi Восіп. Калейдаскоп успамінаў. У 2 т. (бел.) / Укладанне, прадмова, каментары i iмённы паказальнік кандыдат філалагічных навук Аляксандр Фядута. — Мінск: Лімарыус, 2012. — 376, 368 с. — (Беларуская мемуарная бібліятэка). — 300 экз. — ISBN 978-985-6968-24-5.
- Маліноўскi Мікалай. Кніга ўспамінаў (бел.) / Укладанне, прадмова, каментары i iмённы паказальнік кандыдат філалагічных навук Аляксандр Фядута; пераклад з польск. Я. М. Кісялёва. — Мінск: Лімарыус, 2014. — 240 с. — (Беларуская мемуарная бібліятэка). — 300 экз. — ISBN 978-985-6968-39-9.

### Статьи
- Фядута А. Перамога і параза здаровага сэнсу, або Вяртанне Булгарына // Фадзей Булгарын. Выбранае / Фядута А. (укладанне, прадмова і камэнтар). — Мінск: Беларускі кнігазбор, 2003. — С. 5—42. — 592 с. — (Беларускі кнігазбор). — 2000 экз. — ISBN 985-6638-97-6.
- Фядута А. Установка на читателя и проблема «жанра» в русских мемуарах 1-й половины XIX века // Opus # 1–2: Русский мемуар. Соавторство. Сборник статей = Rusų memuaras. Bendraautorystė / Г. Михайлова, Н. Арлаускайте, А. Двоеглазов (сост.). — Вильнюс: Издательство Вильнюсского университета, 2005. — С. 68—79. — 266 с. — (Mokslo darbai. Literatūra = Научные труды: Литература 47 (5)). — ISBN 9986-19-792-9.
- Федута А. Цензор оценивает историка (неизвестный отзыв о книге Т. Нарбутта // Беларусь і беларусы ў прасторы і часе. Зборнік да 75-годдзя прафесара Адама Мальдзіса / Пад рэдакцыяй Сяргея Запрудскага, Аляксандра Фядуты, Захары Шыбекі. — Мінск: Лімарыус, 2007. — С. 174—177. — 444 с. — 500 экз. — ISBN 978-985-6740-78-0.
- Фядута А. У змаганні за Праўду // Аляксей Карпюк. Выбраныя творы / Укладанне, прадмова, камэнтар А. Фядуты. — Мінск: Кнігазбор, 2007. — С. 89—90. — 600 с. — (Беларускі кнігазбор). — 1000 экз. — ISBN 978-985-6852-15-5.
- Федута А. И. Один из узлов нашей общей истории // Вильна 1823—1824: Перекрестки памяти / Составитель Федута А. И. — Минск: Лимариус, 2008. — С. 3—18. — 244 с. — 400 экз. — ISBN 978-985-6740-82-7.
- Федута А. И. Булгарин, Фаддей Венедиктович // Большая российская энциклопедия : электронная версия. — 2018. — Дата обращения: 26.09.2018.